# 3-тя зенітна дивізія (Третій Рейх)
3-тя зенітна дивізія (Третій Рейх) (нім. 3. FlaK-Division) — зенітна дивізія Вермахту, що діяла протягом Другої світової війни у складі Повітряних сил Третього Рейху.

## Історія з'єднання
3-тя зенітна дивізія веде свою історію від сформованого 1 серпня 1938 року командування протиповітряної оборони в Гамбурзі (нім. Luftverteidigungskommando Hamburg), яке відповідало за протиповітряну оборону Гамбурга та північно-західного узбережжя Німеччини — за винятком районів військово-морських баз — і очолював усі зенітні підрозділи, розташовані в цьому районі. 1 серпня 1939 року назву було змінено на 3-те командування протиповітряної оборони в Гамбурзі, яке підпорядковувалося безпосередньо 11-му командуванню Люфтваффе (нім. Luftgaukommando XI). 1 вересня 1941 року 3-те командування протиповітряної оборони було перейменовано на 3-тю зенітну дивізію. Станом на 31 грудня 1941 року в дивізії було 43 важких, 27 середніх і легких зенітних батарей і 21 прожекторна батарея ППО.
За станом на 1 вересня 1941 року під командуванням дивізії перебували такі частини:
- 16-й зенітний полк (Гамбург-Південь)
- 60-й зенітний полк (Гамбург-Схід)
- 123-й зенітний полк (Гамбург-Північ)
- 161-й зенітний полк (Гамбург)
- 123-й зенітний прожекторний полк

## Райони бойових дій
- Німеччина (вересень 1939 — травень 1945).

## Командування

### Командири
- генерал-лейтенант Оттфрід Заттлер (нім. Ottfried Sattler) (1 серпня 1938 — 15 січня 1940);
- генерал-майор Вольфганг Рютер (нім. Wolfgang Rüter) (15 січня — 29 лютого 1940);
- генерал-лейтенант Теодор Шпісс (нім. Theodor Spieß) (29 лютого 1940 — 1 липня 1942);
- генерал-лейтенант Вальтер фон Гіппель (нім. Walter von Hippel) (1 липня 1942 — 1 травня 1944);
- генерал-майор Альвін Вольц (нім. Alwin Wolz) (1 травня 1944 — 2 квітня 1945);
- генерал-майор Отто Штанге (нім. Otto Stange) (2 квітня — 3 травня 1945).

### Підпорядкованість
| Час       | Корпус        | Командування/Флот      | Штаб    |
| --------- | ------------- | ---------------------- | ------- |
| 1938      |               |                        |         |
| 1 серпня  |               | Люфтгау XI             | Гамбург |
| 1939      |               |                        |         |
| 1 січня   |               | Люфтгау XI             | Гамбург |
| 1940      |               |                        |         |
| 1 січня   |               | Люфтгау XI             | Гамбург |
| 1941      |               |                        |         |
| 1 січня   |               | Люфтгау XI             | Гамбург |
| 1942      |               |                        |         |
| 1 січня   |               | Люфтгау XI             | Гамбург |
| 1943      |               |                        |         |
| 1 січня   |               | Люфтгау XI             | Гамбург |
| 1944      |               |                        |         |
| 1 січня   |               | Люфтгау XI             | Гамбург |
| 1945      |               |                        |         |
| 1 січня   |               | Люфтгау XI             | Гамбург |
| 14 квітня | VI корпус ППО | Повітряний флот «Рейх» | Гамбург |